# Хималајски тар
Хималајски тар (Hemitragus jemlahicus) је сисар из реда Artiodactyla и породице Bovidae. 

## Распрострањење
Ареал хималајског тара покрива средњи број држава. Врста има природно станиште у Кини, Индији и Непалу. Вештачки је уведена у Новом Зеланду и Јужноафричкој Републици. Присуство у Бутану је непотврђено.

## Станиште
Станишта врсте су шуме, планине и речни екосистеми. Врста је по висини распрострањена до 5.200 метара надморске висине, зависно од локалитета. Хималајски тар је присутан на планинском венцу Хималаја у Азији.

## Угроженост
Хималајски тар је на нижем степену опасности од изумирања, и сматра се скоро угроженим таксоном.